# Mont Comi
Le mont Comi est une montagne située sur le territoire de la municipalité de Saint-Donat dans la MRC de La Mitis au Québec (Canada). Le mont s'élève à une altitude de 573 mètres.

## Toponymie
Samuel de Champlain mentionne le mont en 1611 mais ne lui donne pas de nom. La montagne est désignée sous le nom de mont Carmel par le cartographe Jean-Baptiste-Louis Franquelin en 1686, puis au XVIIIe siècle, les cartographes Jacques-Nicolas Bellin (1753), Jean-Baptiste Bourguignon d'Anville (1755), Carver (1776) le nomment mont Camille. Cette dénomination est aussi utilisée par D. S. Ballantyne en 1839 et par l'amiral Bayfield en 1849. Sur une carte d'arpentage du chemin Taché réalisée par Frédéric Bélanger en 1858, ce dernier utilise le nom de Mount Comming. Toujours au XIXe siècle, on rencontre les nomenclatures mont Commis, mont Comis et mont Câmi.

## Histoire
Le mont est connu depuis le XVIIe siècle par les navigateurs du fleuve Saint-Laurent qui l'utilisent comme point de repère. Ce point de repère devient plus important au XIXe siècle en l'absence de station de phare alors que les navires croisant sur le fleuve doivent attendre l'embarquement d'un pilote de la station de pilotage du Bic.

## Station récréo-touristique

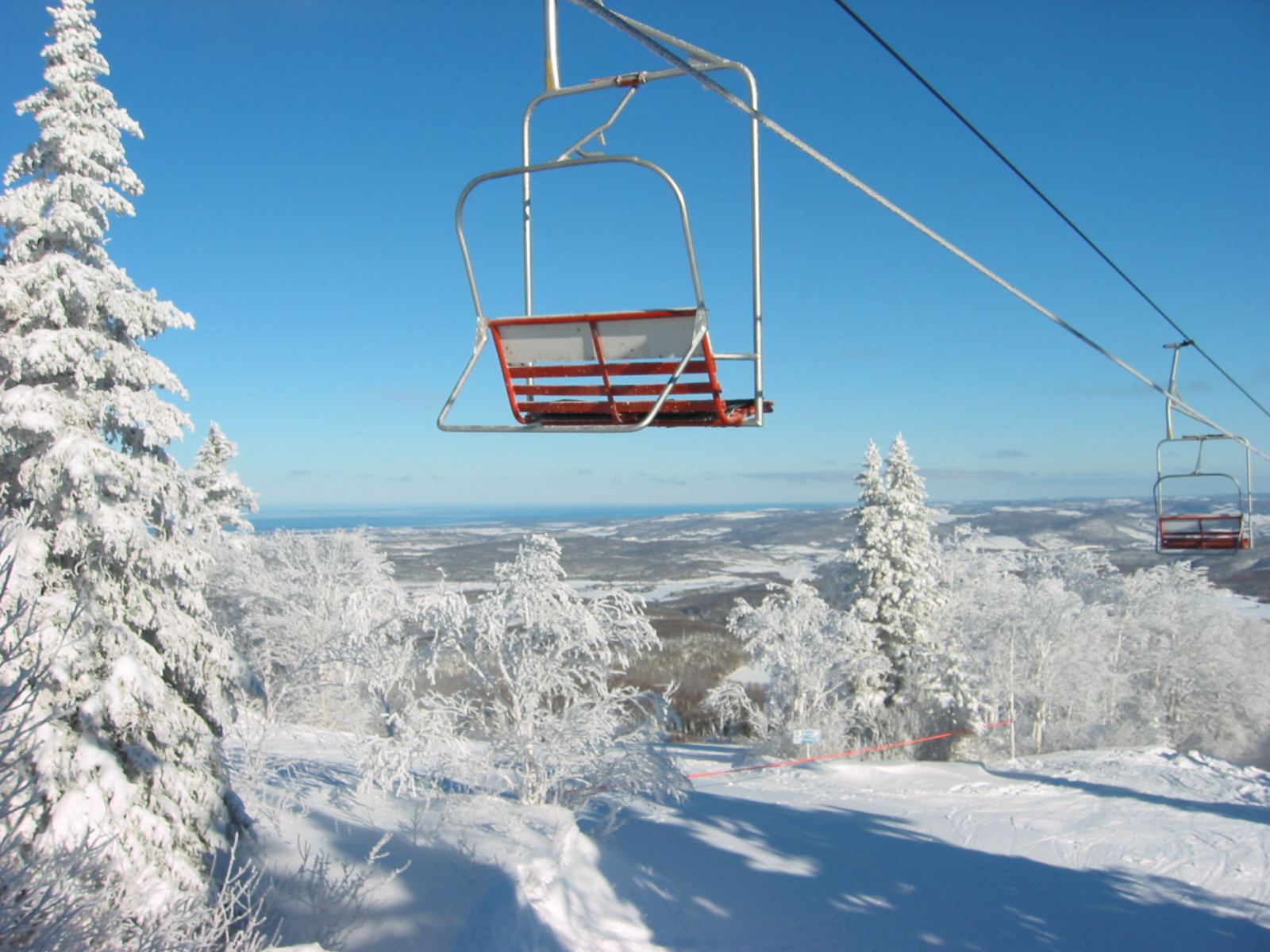
Le mont Comi sert également de station récréo-touristique.

Le mont abrite une station récréo-touristique où l'on retrouve une station multiglisse 4 saisons.